# Deutz OMZ 117 R
Die Deutz OMZ 117 R ist eine Diesellokomotive, die zwischen 1932 und 1942 von Humboldt-Deutz in Köln in 117 Exemplaren gebaut wurde. Sie war für den Einsatz im leichten Verschub mit geringen Geschwindigkeiten vorgesehen; ihre Achsfolge ist B.

## Geschichte
Die Lokomotiven wurden vornehmlich von Industriebetrieben für ihre Werksbahnen beschafft. Ab 1932 wurden für die Wehrmacht für Depots, Militärflugplätze und Werften zehn Exemplare erworben. Die Konstruktion ist einfach und wartungsarm. Da sehr geringe Geschwindigkeiten gefahren wurden, sind die Lokomotiven nur mit einem einfachen Schaltgetriebe und ohne Druckluftbremse ausgestattet. Ein Radsatz wird direkt, der zweite über Kuppelstangen angetrieben.
Die Typenreihe Deutz OMZ 117 R mit 117 gefertigten Exemplaren war die gegenüber der Deutz OMZ 122 R etwas kleinere Variante.
Die Bezeichnung der Lokomotive leitet sich aus der Motorbezeichnung ab: OMZ 117R bedeuten: Motorreihe O = Zweitakt-Dieselmotor Reihe O, M = wassergekühlt, Z = Zweizylindermotor, 1 = Entwicklungsstufe 1 des Motors, 17 = Kolbenhub des Motors in cm, R = regelspurige Rangierlokomotive. Sie waren für die Spurweiten zwischen 900 und 1.676 mm lieferbar.

## Schmalspurversion
Eine Lokomotive wurde als schmalspurige Variante ausgeführt. Sie wurde in Meterspur als Kö 1 für die Inselbahn Langeoog 1937 geliefert. Sie wurde nach Einsatzende 1956 auf Langeoog bis 1989 bei verschiedenen Einrichtungen betrieben und kam dann zur Selfkantbahn zum Museumsbetrieb.

## Technik
Die Lokomotiven besitzen einen Vorbau für die Maschinenanlage und ein Führerhaus, ähnlich der DR-Kleinlokomotive Leistungsgruppe I (Kö). Die halbrunde Form des Vorbaues und die drei runden Führerhausfenster vorne und hinten sind Merkmale von Deutz-Lokomotiven.
Die Maschinenanlage hat einen Zweizylinder-Zweitakt-Dieselmotor mit stehenden Zylindern, der über eine Lamellenkupplung ein Vierganggetriebe mit Wendegetriebe antrieb. Die Treibachse wird vom Getriebeausgang über eine Kette angetrieben, der Antrieb der anderen Achse erfolgt über eine Kuppelstange. Gegenüber der Deutz OMZ 122 R fällt der geringere Achsstand und die kleinere Länge des Fahrzeuges auf. Die kleinste Dauergeschwindigkeit betrug 2,5 km/h, wodurch ein sehr genaues Rangieren möglich war.
Die Wurfhebelbremse ist mit einem Winkelhebel in etwa der Lokmitte ausgeführt, damit werden die Bremsklötze jeweils von innen an alle vier Radreifen angelegt.

## Verbleib

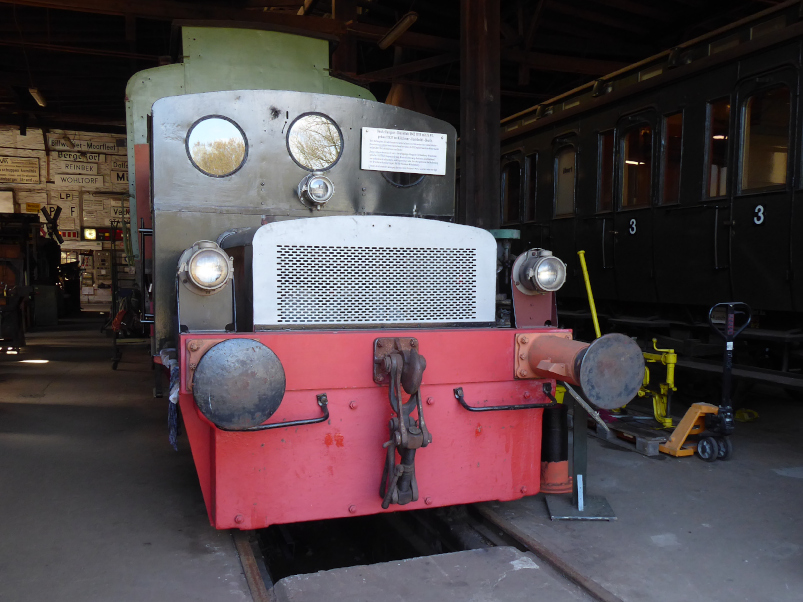
Deutz OMZ 117 R in Aumühle (2019)

Es sind zehn Lokomotiven bekannt, die in der Zeit nach 2005 entweder als Denkmal oder in Museen erhalten wurden:
- Oldtimer-Freunde Ohmtal, letzte Erwähnung 2015[5]
- Verein Verkehrsamateure und Museumsbahn in Aumühle, letzte Erwähnung 2022[6]
- Privatbesitz in Broich (Jülich), letzte Erwähnung 2008[7]
- Süddeutsches Eisenbahnmuseum Heilbronn, letzte Erwähnung 2011[8]
- Privatbesitz in Radebeul-West, letzte Erwähnung 2013[9]
- Denkmal in Hagondange, Frankreich, letzte Erwähnung 2023[10]
- Eisenbahnmuseum Javorzyna Slaska, 2023 fotografiert[11]
- Denkmal beim Eisenbahner-Sportverein Deggendorf, letzte Erwähnung 2020[12]